# 科多瓦的何西乌
科多瓦的何西乌，科多瓦主教，基督教早期阿利乌争议期间积极主张同本体论。他很可能参与了第一次尼西亚公会议并主持了塞尔迪卡会议。他是继拉克坦提乌斯后，君士坦丁大帝的主要基督教顾问。